# Oratorio di Nostra Signora Assunta (Varazze)
L'oratorio di Nostra Signora Assunta è un edificio religioso sito in via Carlo Nocelli a Varazze, in provincia di Savona. Sorge nell'estrema propaggine settentrionale del borgo medievale del comune varazzino.
L'oratorio è costituito dal giardino, dalla chiesa e dai locali annessi.

## Storia e descrizione
L'oratorio di Nostra Signora Assunta nasce come cappella privata dell'oppidum costruita nel XIII secolo, da cui l'originale denominazione di Nostra Signora di Castello (l'odierna denominazione sarà acquisita solo nel XVIII secolo).
La confraternita che ha sede nell'oratorio nasce nel 1594
L'oratorio si presenta costituito da navata unica con piccolo rosone trilobato in facciata. All'interno, che presenta affreschi solo sulla volta del presbiterio, è conservata una cassa lignea processionale dell'Assunta di scuola maraglianesca e un organo Serassi del 1827 (opera n° 419).
Oltre a due crocefissi processionali, vi si trovano anche diverse tele lungo le pareti databili al XVII e XVIII secolo, rappresentanti alcuni santi apostoli.